# Uniklubi
Az Uniklubi egy finn alternatív rockzenét játszó zenekar, melyet 1999-ben alapítottak. A zenekar 2004-ben vált ismertté a Rakkautta ja piikkilankaa című dallal.
A dalok finn nyelven íródnak. Minden tag Hämeenkyrö városából származik, kivéve a basszusgitárost, aki Ikaalinen-ből származik. Eredeti nevük Pincenez volt, azonban nem kaptak túl sok pozitív visszajelzést ennek kapcsán, így nevet változtattak Uniklubi-ra, ami magyarul Álom Klubnak fordítható.

## Tagok
- Jussi Selo (született: 1985. január 21.  Tampere, Finnország) – ének
- Janne Samuli Selo (született: 1980. április 16) – gitár
- Pasi Viitala (született: 1983. március 6.) – elektromos gitár
- Teemu Rajamäki – basszusgitár
- Antti Matikainen – dobok

## A zenekar története
A zenekart 1999-ben Jussi és Pasi alapították. A nevük akkoriban még nem létezett, eredetileg Pincenez néven kezdték meg működésüket. Kezdetben csak feldolgozásokat játszottak koncertjeiken kedvenc zenekaraiktól, angol nyelven. Ahogy elkezdtek saját dalokat írni, Jussi egyre biztosabbá vált abban, hogy anyanyelvén, finnül is írjon dalokat.
Az első néhány fellépésük után összegyűjtöttek annyi pénzt, amivel már stúdióba vonulhattak, hogy felvegyenek egy demo kazettát. Miközben az első albumuk felvétele zajlott, a dobos elhagyta a zenekart, akinek a helyét Antti Matikainen vette át, aki azóta is tagja az Uniklubinak.

## Diszkográfia

### Albumok
- Rakkautta ja piikkilankaa (2004)
- Kehä (2005)
- Luotisade (2007)
- Syvään Valoon (2009)
- Kultakalat (2010)
- Tulennielijä (2018)

### Kislemezek
- Rakkautta ja piikkilankaa (2004) (Love and Barbed Wire)
- Kylmää (2004) (Cold)
- Olemme Yhtä (2004) (We Are One)
- Totuus (2004) (The Truth)
- Näiden tähtien alla (2004) (Underneath These Stars)
- Kaikki mitä mä annoin (2005) (All That I Gave)
- Huomenna (Promotional Single) (2005) (Tomorrow)
- Kiertää Kehää (2006) (Rounding Circle)
- Tuhka (Promotional Single) (2006) (Ash)
- Vnus (2007) (Venus)
- Luotisade (Promotional Single) (2007) (Bulletrain)
- Polje (2009) (Box)
- Kukka (2009) (Flower)
- Aikasi On Nyt (2010) (Your Time Is Now)

## Videóklipek
- Rakkautta ja piikkilankaa
- Kaikki mitä mä annoin
- Huomenna
- Vnus
- Luotisade
- Rakkaudesta hulluuteen
- Polje
- Kukka
- Mitä vittua?
- Aikasi on nyt
- Maailma Puhaltaa
- Pakkopaita